# Jiří Hejský
Jiří Hejský (23. září 1927 Praha – 23. července 1998) byl český fotbalový záložník a reprezentant Československa.

## Fotbalová kariéra
Za československou reprezentaci odehrál roku 1955 pět utkání, jednou startoval v reprezentačním B-mužstvu (1 gól). V československé lize odehrál 214 utkání a vstřelil 27 branek. Hrál za ATK Praha (1949–1950) a Spartu ČKD/Spartak Praha Sokolovo (1951–1962), s níž získal dva tituly mistra ligy v sezonách 1952 a 1954.

## Ligová bilance
| Ročník                                     | Zápasy | Góly | Klub                   |
| ------------------------------------------ | ------ | ---- | ---------------------- |
| Celostátní československé mistrovství 1949 | -      | 0    | ATK Praha              |
| Celostátní československé mistrovství 1950 | -      | 0    | ATK Praha              |
| Mistrovství československé republiky 1951  | -      | 6    | Sparta ČKD Sokolovo    |
| Mistrovství československé republiky 1952  | -      | 9    | Sparta ČKD Sokolovo    |
| Přebor československé republiky 1953       | -      | 1    | Spartak Praha Sokolovo |
| Přebor československé republiky 1954       | -      | 1    | Spartak Praha Sokolovo |
| Přebor československé republiky 1955       | -      | 0    | Spartak Praha Sokolovo |
| 1. československá fotbalová liga 1956      | -      | 3    | Spartak Praha Sokolovo |
| 1. československá fotbalová liga 1957/58   | -      | 2    | Spartak Praha Sokolovo |
| 1. československá fotbalová liga 1958/59   | -      | 3    | Spartak Praha Sokolovo |
| 1. československá fotbalová liga 1959/60   | -      | 0    | Spartak Praha Sokolovo |
| 1. československá fotbalová liga 1960/61   | 19     | 2    | Spartak Praha Sokolovo |
| 1. československá fotbalová liga 1961/62   | 3      | 0    | Spartak Praha Sokolovo |
| CELKEM                                     | 214    | 27   |                        |